# (7594) Shotaro
(7594) Shotaro (1993 BH2) – planetoida z pasa głównego asteroid okrążająca Słońce w ciągu 3,76 lat w średniej odległości 2,42 j.a. Odkryta 19 stycznia 1993 roku.